# Zero-G
Zero-G (株式会社ゼロジー, Kabushiki gaisha Zero-Jī) est un studio d'animation japonais fondé en juin 2011, succédant au studio Zero-G Room (ゼロ・G・ルーム, Zero-G Rūmu) actif dans les années 1990 et début 2000.

## Production
- 1994 - Bounty Dog: Getsumen no Ibu

### Séries télévisées
| Titre                                              | Chaîne d'origine    | Dates de diffusion | Dates de diffusion | Nb. éps.   | Notes                                                                             |
| Titre                                              | Chaîne d'origine    | Début              | Fin                | Nb. éps.   | Notes                                                                             |
| -------------------------------------------------- | ------------------- | ------------------ | ------------------ | ---------- | --------------------------------------------------------------------------------- |
| Battery                                            | Fuji TV (noitaminA) | 15 juillet 2016    | 23 septembre 2016  | 11         | Basée sur le light novel écrit par Atsuko Asano (ja) et illustré par Makiko Satō. |
| Piacevole! (ja)                                    | Tokyo MX            | 11 janvier 2017    | 29 mars 2017       | 12         | Basée sur le manga d'Atsuko Watanabe.                                             |
| Tsugumomo                                          | Animax              | 2 avril 2017       | 18 juin 2017       | 12         | Basée sur le manga de Yoshikazu Hamada.                                           |
| Dive!!                                             | Fuji TV (noitaminA) | 7 juillet 2017     | 22 septembre 2017  | 12         | Basée sur le roman écrit par Eto Mori,.                                           |
| Nil Admirari no Tenbin: Teito Genwaku Kitan (ja)   | Tokyo MX            | 8 avril 2018       | 24 juin 2018       | 12         | Basée sur le visual novel développé par Otomate et édité par Idea Factory.        |
| Doreiku                                            | BS11                | 13 avril 2018      | 29 juin 2018       | 12         | Basée sur le manga de Hiroto Ōishi ; coproduite avec TNK.                         |
| One Room 2nd Season (ja)                           | Tokyo MX            | 3 juillet 2018     | 25 septembre 2018  | 13         | Projet original faisant suite à One Room,.                                        |
| Grand Blue                                         | MBS                 | 14 juillet 2018    | 29 septembre 2018  | 12         | Basée sur le manga de Kenji Inoue.                                                |
| The iDOLM@STER SideM Wake Atte Mini! (ja)          | Tokyo MX            | 9 octobre 2018     | 25 décembre 2018   | 12         | Basée sur le manga de Sumeragi ; spin-off de The Idolmaster SideM.                |
| Dōkyonin wa hiza, tokidoki, atama no ue. (ja)      | Tokyo MX            | 9 janvier 2019     | 27 mars 2019       | 12         | Basée sur le manga écrit par Minatsuki et dessiné par As Futatsuya.               |
| Science Fell in Love, So I Tried to Prove it       | Tokyo MX            | 11 janvier 2020    | 28 mars 2020       | 12         | Basée sur le manga d'Alifred Yamamoto.                                            |
| Tsugu Tsugumomo                                    | Tokyo MX            | 5 avril 2020       | 21 juin 2020       | 12         | Suite de Tsugumomo.                                                               |
| One Room 3rd Season (ja)                           | Tokyo MX            | 6 octobre 2020     | 22 décembre 2020   | 12         | Suite de One Room 2nd Season.                                                     |
| The Night Beyond the Tricornered Window (en)       | Tokyo MX            | 3 octobre 2021     | 19 décembre 2021   | 12         | Basée sur le manga de Tomoko Yamashita,.                                          |
| Science Fell in Love, So I Tried to Prove It Heart | À annoncer          | avril 2022         | À venir            | À annoncer | Suite de Science Fell in Love, So I Tried to Prove it.                            |
| Farming Life in Another World                      | AT-X                | 6 janvier 2023     | À venir            | À annoncer | Basée sur le light novel Isekai nonbiri nōka de Kinosuke Naito.                   |

### ONA
| Année      | Titre                                                     | Date(s) de sortie            | Nb. éps. | Notes                                                                  |
| ---------- | --------------------------------------------------------- | ---------------------------- | -------- | ---------------------------------------------------------------------- |
| 2020       | The iDOLM@STER Cinderella Girls Theater: Extra Stage (ja) | 24 mars 2020 — 13 avril 2021 | 48       | Suite de The iDOLM@STER Cinderella Girls Theater Climax Season.        |
| 2020       | The House Spirit Tatami-chan (ja)                         | 10 avril 2020 — 26 juin 2020 | 12       | Projet original créé par le mangaka Rensuke Oshikiri,.                 |
| 2021       | Sky High Survival                                         | 25 février 2021              | 12       | Basée sur le manga écrit par Tsuina Miura et dessiné par Takahiro Oba. |
| À annoncer | Lady Napoleon                                             | À venir                      | 13       | Projet original.                                                       |

### OAV
| Année | Titre                                     | Date(s) de sortie | Notes                                                         |
| ----- | ----------------------------------------- | ----------------- | ------------------------------------------------------------- |
| 2018  | One Room 2nd Season (ja)                  | 30 novembre 2018  | Épisode publié avec le coffret Blu-ray de la série.           |
| 2019  | The iDOLM@STER SideM Wake Atte Mini! (ja) | 22 mars 2019      | Épisode publié avec l'édition spéciale du manga.              |
| 2020  | Tsugumomo                                 | 22 janvier 2020   | Épisode publié avec l'édition limitée du 24e volume du manga. |

### Films d'animation
| Année       | Titre                                | Date de sortie | Notes                                                       |
| ----------- | ------------------------------------ | -------------- | ----------------------------------------------------------- |
| Non diffusé | Kukuriraige: Sanxingdui Fantasy (en) | Non diffusé    | Court-métrage accompagnant le film Jewelpet: Attack Travel. |